# Meanstreak
Le Meanstreak sono un gruppo musicale thrash metal statunitense fondato da Bettina France, Marlene Apuzzo e Rena Sands nel 1985 nella contea di Westchester. La band è particolarmente conosciuta per essere stata la prima composta interamente da donne nel genere musicale.

## Storia
Nel 1988 la batterista originale Diane Keyser lasciò la band, poco dopo la registrazione di Roadkill, e fu sostituita da Yael Devan, che in seguito si unì ai My Ruin. Marlene Apuzzo, Rena Sands e Lisa Pace hanno sposato tutti i membri della band progressive metal Dream Theater. Sands, Pace e Apuzzo sono mogli rispettivamente del chitarrista John Petrucci, del bassista John Myung e del batterista Mike Portnoy.

## Formazione
Attuale
- Bettina France – voce, (1985-1996, 2022-presente)
- Marlene Apuzzo – chitarra (1985-1996, 2022-presente)
- Rena Sands – chitarra (1985-1996, 2022-presente)
- Lisa Martens Pace – basso (1985-1996, 2022-presente)
- Yael Deval – batteria (1989-1996, 2022-presente)

Ex componenti
- Diane Keysel – batteria (1985-1988)

## Discografia

### Album in studio
- 1988 – Roadkill

### EP
- 1989 – Walking the Bomb
- 1993 – The Dark Gift